# طابیه (سیدی بلعباس)
طابیه (به عربی: طابية) یک شهرداری در الجزایر است که در استان سیدی بلعباس واقع شده‌است.